# Khristos Màndikas
Khristos Màndikas (grec: Χρήστος Μάντικας)  (Quios, 1902 - Atenes, 6 de juny de 1960) fou un atleta grec, especialista en curses de velocitat i tanques, que va competir durant les dècades de 1920 i 1930.
Durant la seva carrera esportiva va prendre part en dues edicions dels Jocs Olímpics d'Estiu, el 1932 a Los Angeles, i el 1936 a Berlín. A Los Angeles portà la bandera grega en la cerimònia inaugural i disputà quatre proves del programa d'atletisme, però en totes elles quedà eliminat en sèries. A Berlín disputà dues proves del programa d'atletisme. Destaca la sisena posició en els 400 metres tanques.
En el seu palmarès destaca una medalla de bronze en els 400 metres tanques al Campionat d'Europa d'atletisme de 1934, rere Hans Scheele i Akilles Järvinen.

## Millors marques
- 100 metres. 11.0" (1930)
- 400 metres. 49.6" (1932)
- 110 metres tanques. 14.8" (1933)
- 400 metres tanques. 53.4" (1932)[2][3]